# Розови риби
Розовите риби (Helicolenus) са род актиноптери от семейство Скорпенови (Scorpaenidae).
Таксонът е описан за пръв път от Джордж Браун Гуд през 1896 година.

## Видове
- Helicolenus avius
- Helicolenus barathri
- Helicolenus dactylopterus – Чернокоремна риба
- Helicolenus fedorovi
- Helicolenus hilgendorfii
- Helicolenus lahillei
- Helicolenus lengerichi
- Helicolenus mouchezi
- Helicolenus percoides